# 商业创意在中国
《商业创意在中国》，是一部介紹中国设计和创意领域的电影纪录片。

## 剧情简介
当下关于中国商业创意的发展，绝大多数人认为中国的发展很“快”，但似乎并不够“好”，尤其在外国人眼中，“中国速度”和“低品质”似乎成为了关键词。正是基于这样的背景，本片通过对比中国新生代企业和海外优秀企业如何展示和运用商业创意理论，前者如何立足全球市场？后者何以获得中国市场的成功？以此作为切入点，记录下快速发展的中国背后，正在悄然发生的改变：创新、学习和突破。

## 进程
2014年8月初，拍摄前期筹备。2014年8至9月，开始拍摄。先后前往北京、上海、广州、上海四地，实地拍摄了包括联想集团Lenovo、华为Huawei、小米科技Xiaomi、微信WeChat、蓝色光标BlueFocus、博纳影业BONA等中国企业，以及宝洁P&G、WPP集团、BBDO等海外企业。
2014年10月21日，45分钟版本在第七届金投赏国际创意节上进行首次内部点映。2015年2月10日，最终75分钟版本被中国广告博物馆收藏。

## 主创团队
- 导演、编剧：贺欣浩
- 主演：安德魯·羅伯森（Andrew Robertson）、諾曼弟·麥登（Normandy Madden）、李东生、刘德、李小龙、宋秩铭、姚映佳、郑泓、许有杰
- 类型：纪录片
- 片长：70分钟
- 对白语言：英语
- 出品公司：爱奇艺